# 박윤선

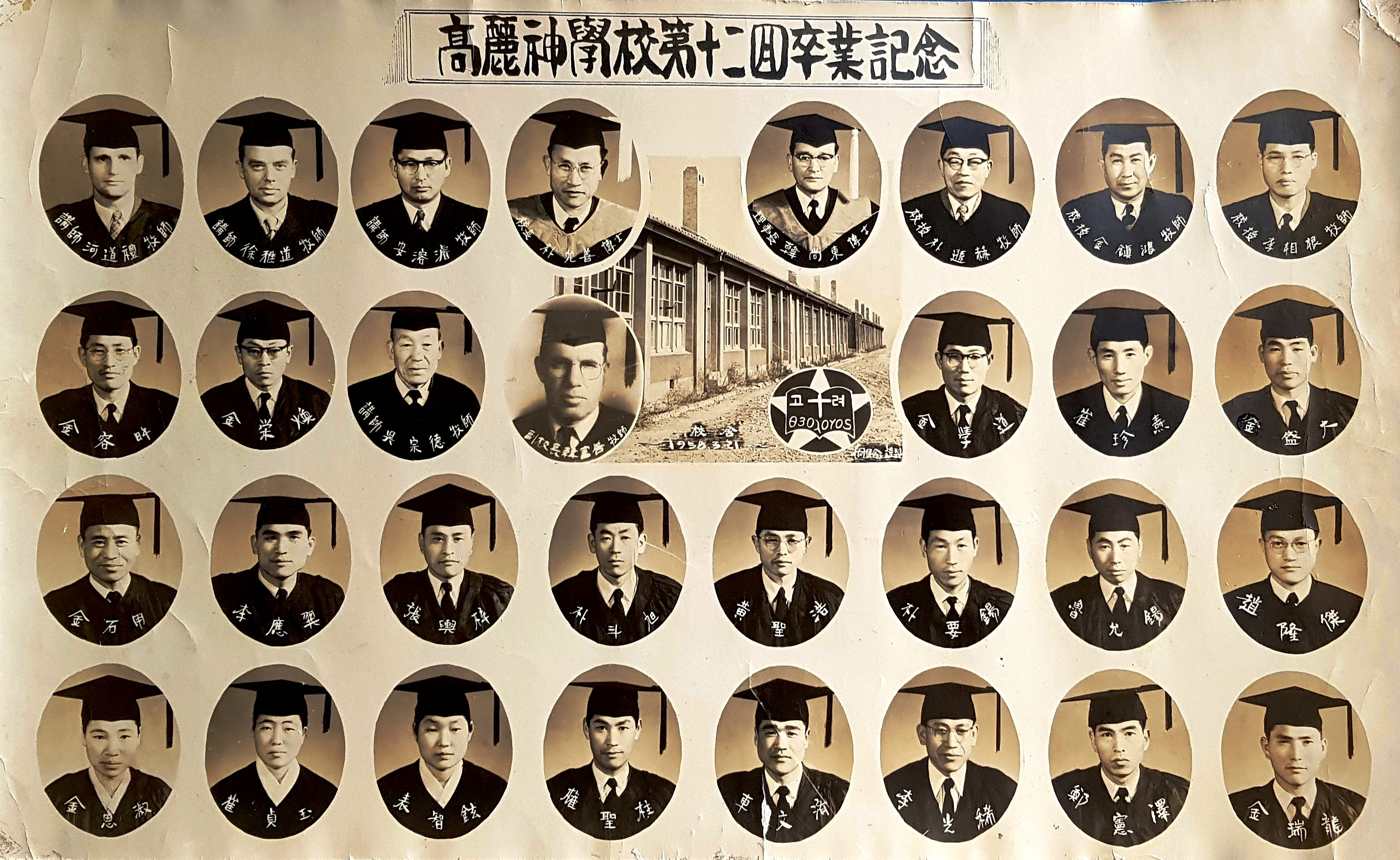
1958년도 고려신학교 제 12회 졸업생 사진, 숭신교회 노윤석 목사 제공

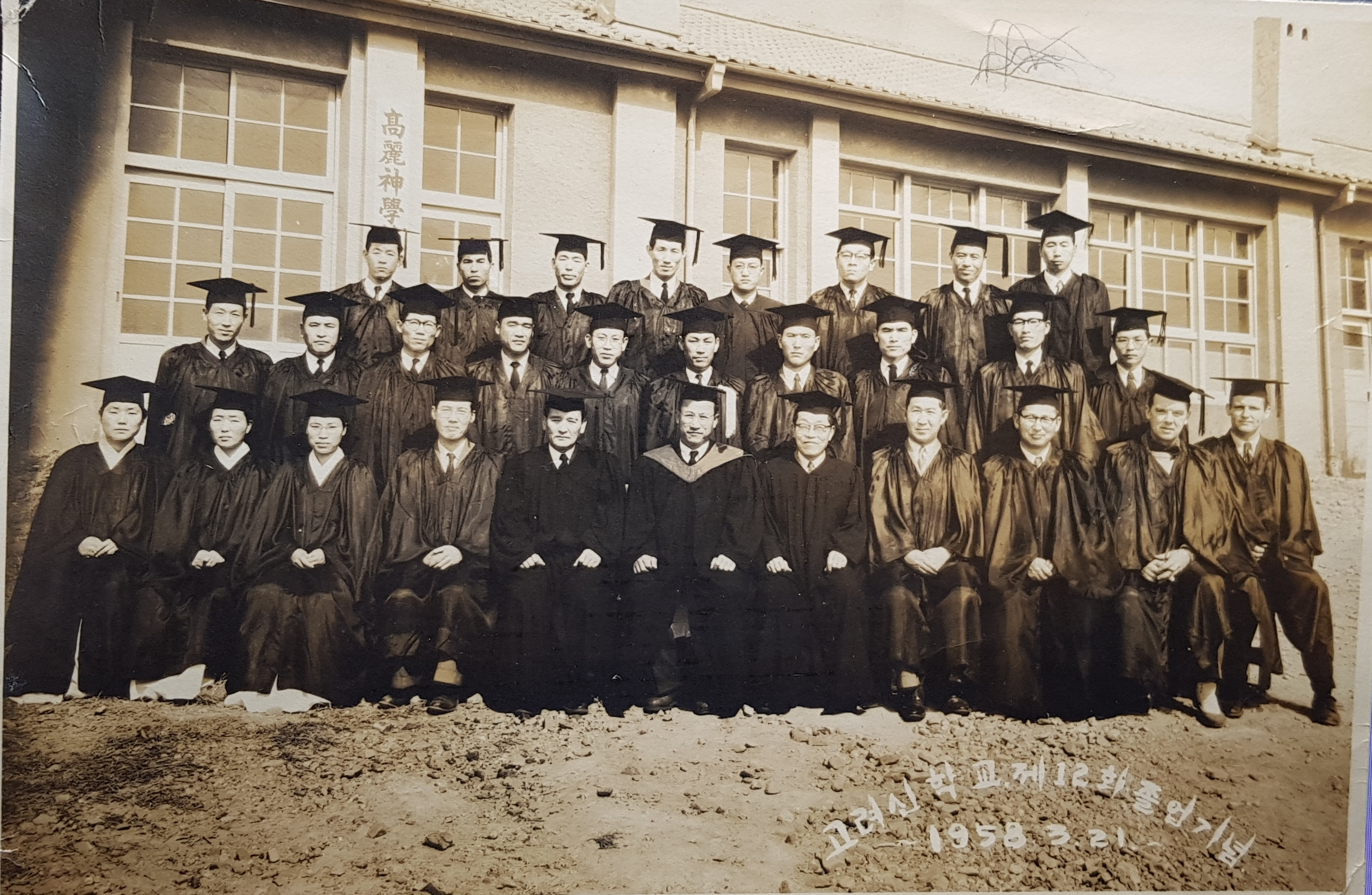
고려신학교 제 12회 졸업식사진 1958년, 숭신교회 노윤석 목사 제공

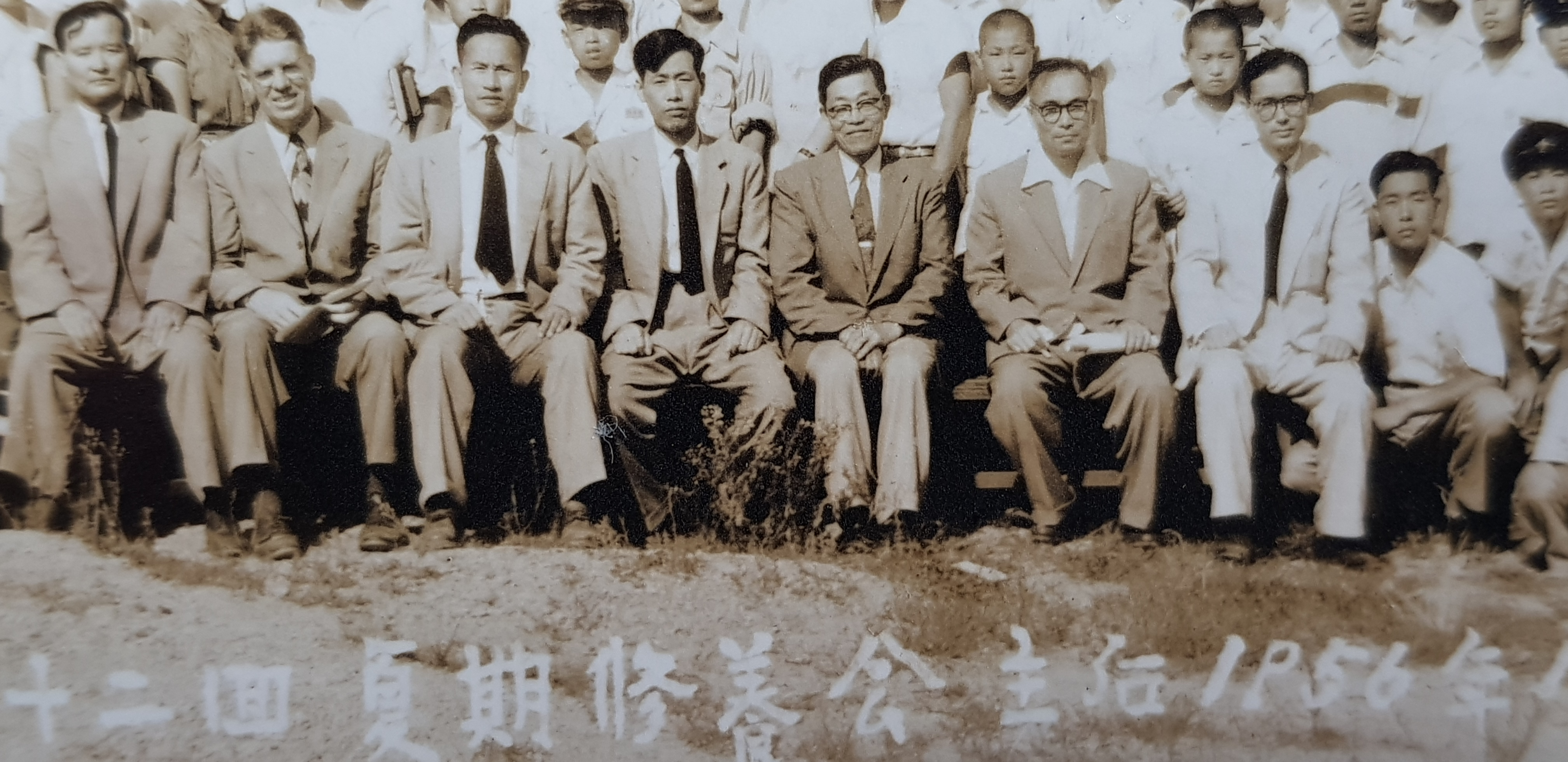
고려신학교 교수들, 좌로부터 한상동, 한부선, 박윤선, 전칠홍, 박손혁, 1956년

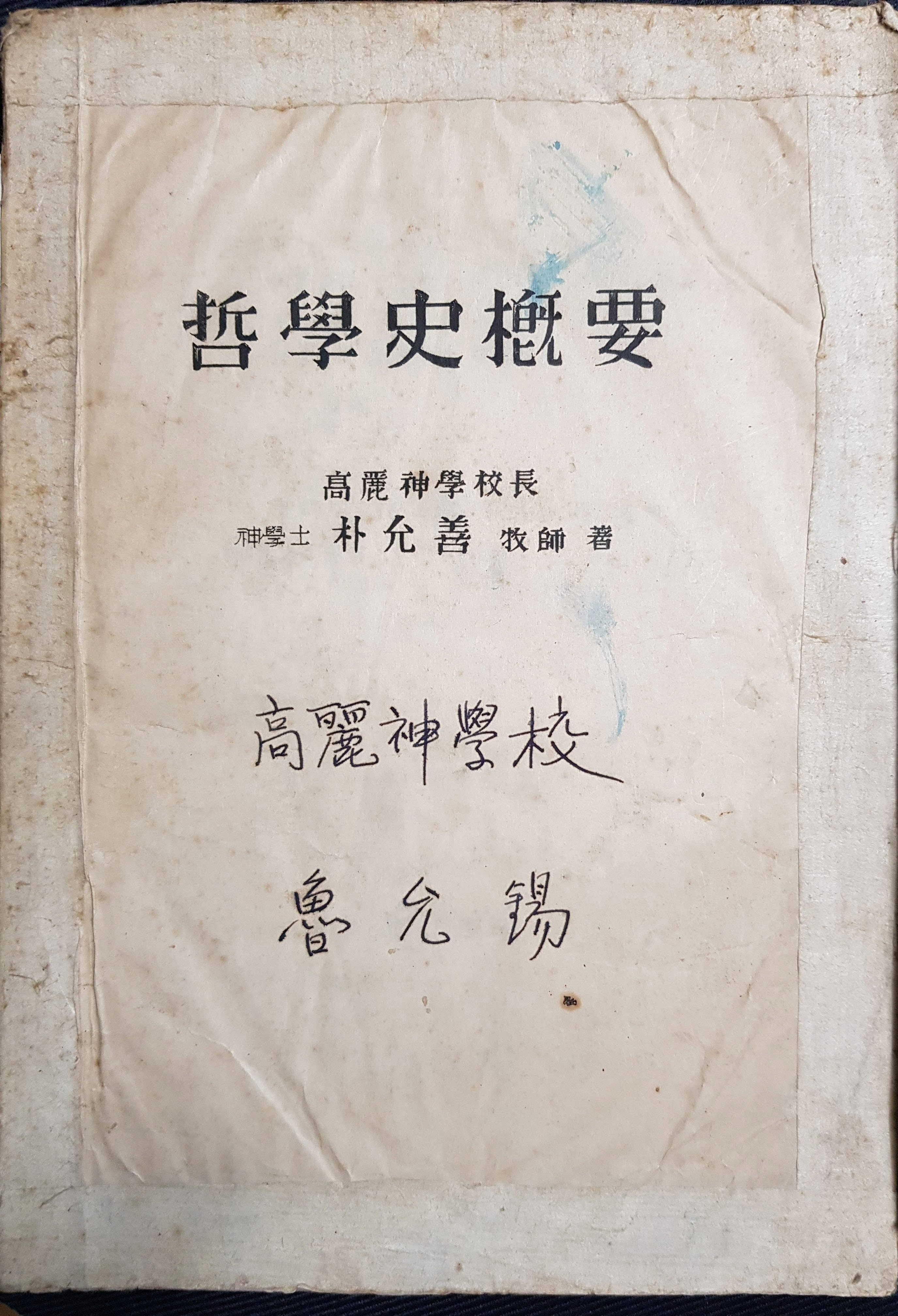
정암 박윤선 박사의 철학사개요 부산 고려신학교(1957년 전후), 제자 노윤석 목사 노트

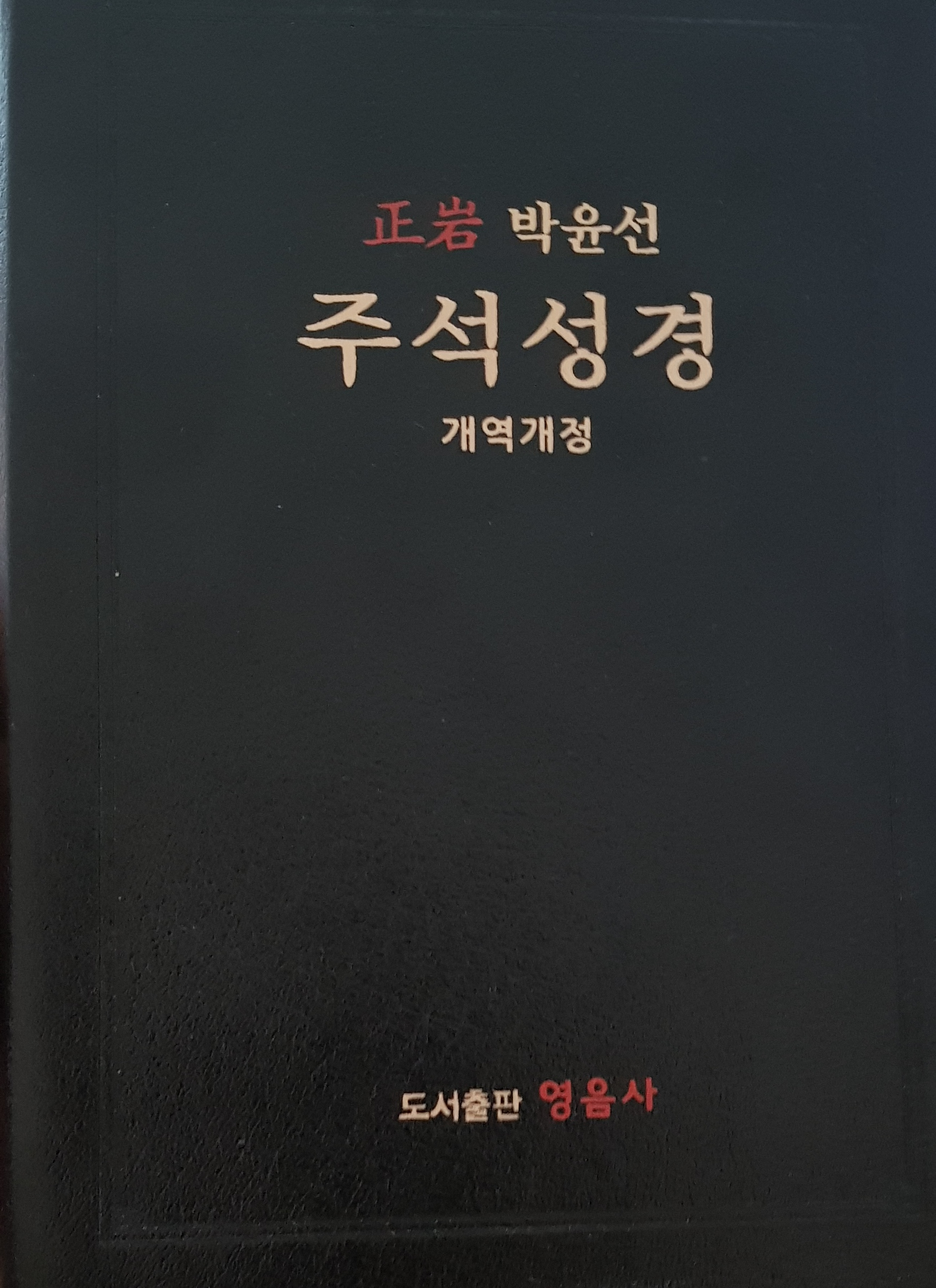
박윤선박사의 주석성경

박윤선(朴允善, 1905년 12월 11일(음력)~1988년 6월 30일)은 평안북도 철산 출신으로 박형룡, 한상동과 더불어 한국의 대표적인 1세대 칼뱅주의 신학자로 한국교회의 개혁주의 정통신학과 신앙이 뿌리내리는데 기여한 인물이다.
박윤선은 숭실대학교에서 공부한 후 미국의 웨스트민스터 신학교에서 수학한 후 1953년 10월부터 1954년 3월까지 5개월 간 네덜란드로 유학을 하였고, 1979년 신구약주석을 완간하였다. 고려신학교(고려신학대학원) 교장(1948~1960), 총신대학교 교장(1979~1980), 합동신학대학원대학교 교장(1980~1985)을 역임하였다. 그의 호는 정암(正岩)이다.

## 생애
박윤선은 1905년 12월 11일(음력)에 평안북도 철산군 백량면 장평동 해변가에 있는 351번지에서 농부 부친 박근수(朴根秀)와 모친 김진신(金眞信) 사이에서 2남 3녀 중 차남으로 태어났다. 형제들은 형 박윤석, 누나 둘, 여동생 하나가 있다. 그는 1913년 마을 서당에 들어가 1922년까지 한학을 공부했다. 늦은 나이였지만 1922년 4월 선천의 대동소학교에 편입하여 1923년 3월에 졸업했다. 1924년 4월 선천 신성중학교에 입학해 1927년 3월에 졸업하였는데 이 시기 기독교로 개종하였다.
1931년 3월 평양 숭실전문학교 영문과를 졸업하고, 이어 조선예수교장로회신학교(평양 장로회신학교)에서 1934년 3월까지 수학하였다. 같은 해 8월 미국으로 유학을 떠나 9월에 미국 필라델피아의 웨스트민스터신학교에서 입학하여 1936년에 신학석사(Th.M) 학위를 취득하였다. 이후 귀국하여 1936년 8월 평양신학교 성경원어 강사로 활동하며 성경주석을 시작했다. 이때 대한예수교장로회 종교교육부의 표준성경주석 편집부에서 박형룡 박사와 함께 『고린도후서 주석』을 공술하였다. 
1938년부터 1939년까지 같은 학교에서 변증학과 성경 원어를 연구하였고, 1939년 10월 귀국길에 일본 도쿄에 들러 몇 개월 체류한 후 1940년 3월 만주 봉천노회에서 목사 안수를 받고 오황가교회를 담임하였다. 1941년 4월부터 1943년 7월까지 만주신학원 교수로 활동했다. 1944년에는 첫 주석서인 『요한계시록 주석』을 출간하였다.
해방이 되자 가족과 함께 귀국하여 고향에 거주하다가 1946년 2월 월남하여 한상동과 함께 부산에 고려신학교를 설립하고 그해 9월 교장서리에 취임하였고, 1948년에 제2대 교장으로 취임하였다.
1952년 9월 대한예수교장로회에서 탈퇴하여 대한예수교장로회 총노회(고려파)를 조직 분립했다. 1953년부터 1954년까지는 네덜란드 암스테르담 자유대학교에서 신약학을 연구하였으며, 1954년에 미국 훼이스신학교에서 명예신학박사(D.D) 학위를 받았다.
1960년 9월 고려신학교를 사임하고 고려파를 떠나 1961년 2월 서울 동산교회를 담임했다. 1963년부터 서울 총회신학교(현 총신대학교) 교수로 재직하였다. 이후 총회신학교 교장(윤번제), 부산분교장 등을 거쳐 1968년에는 서울 한성교회를 개척하였다.
1974년 12월부터 미국에 거주하며 성경주석 저술에 전념하다가 1979년 2월 귀국하여 3월 서울 총신대학 대학원장에 취임하였다. 동년 미국 웨스터민스터신학교에서 명예 신학박사학위를 받았다. 1980년 11월 총신대학 대학원장을 사임하고 교단을 탈퇴하여 대한예수교장로회(합신)을 조직하고 교단 신학교로 수원에 예장합동 총회장을 역임한 노진현 목사를 비롯한 다수의 총신 교수들과 함께 합동신학대학원대학교 설립에 참여하여 초대 원장을 역임했다. 1985년 3월 합동신학교 명예교장에 추대되고, 1988년 6월 30일 사망하였다.

## 박윤선과칼뱅주의
한국에서 칼뱅 연구에 가장 큰 영향을 준 인물가운데 박윤선이 있다. 비록 직접적으로 칼뱅 연구에만 전념하지는 않았으나 칼뱅신학의 관점에 그의 작품들이 커다란 영향을 끼친 인물이다. 평양 신학교를 거쳐 웨스트민스터 신학교에서 칼뱅주의 신학을 공부한 박윤선은 강의와 저술, 그리고 주석 발간을 통해 한국 교회에 칼뱅과 칼뱅주의 신학을 소개하고 체계화하는데 기여하였다. 뿐만 아니라 고려 신학교 (1946-1960), 총신대학교 (1963-1974, 1979-1980), 합동 신학 대학원 대학교 (1980-1988)에서 교수로 재직하면서 칼뱅과 칼뱅주의를 가르쳤고, 칼뱅 연구의 중요성을 일깨워준 점은 아무도 부인하지 못한다.
박윤선은 5개월 간의 네덜란드 유학(1953. 10 - 1954. 3)을 통해 네덜란드의 칼뱅주의 신학을 접하고 이를 한국에 소개한 실제적인 첫 인물이기도 했다. 찰스 핫지, [[존 그레섬 메이천] , 워필드(B. B. Warfield) 등 미국의 칼뱅주의자들만이 아니라 아브라함 카이퍼(A. Kuyper), 헤르만 바빙크(H. Bavinck), 클라스 스힐더르(K. Schilder), 크레이다너스(G. Grijdanus) 등 네덜란드의 칼뱅주의자들의 신학과 전통을 한국교회에 소개한 것이다. 이러한 그의 노력을 고려한다면 한국에서의 칼뱅 연구에 끼친 박윤선의 기여를 간과할 수 없을 것이다.
박윤선은 1979년 신구약 성경 전권을 주석을 달아 완간하여 한국 성경신학계에 지대한 공헌을 했을 뿐만 아니라, 성경 주석의 6가지 원칙과 근거를 제시한 것은 주석 집필에 있어서 바른 성경적인 원칙을 세웠다고 평가받고 있다. 그 첫 세 가지 원칙은 성경은 성경으로 해석해야 하며, 칼뱅주의 해석 방법론에 따라 해석할 것을 제시했으며 칼뱅주의 신학자들의 신학 저서를 최대한 참고할 것을 주장했다. 이러한 그의 칼뱅주의에 대한 확신은 주관적인 신념이 아니라, 성경 해석에 있어서 개혁주의 신학자들이 일관되게 원칙을 세워 온 성경 자체의 무오성에 근거한 합리적 해석 방법에 의한 객관적인 논증의 결과였다. 일생 전반에 있어서 그의 이러한 저술과 설교, 신앙의 족적은 일관되게 칼뱅주의 신학에 충실했던 한국 교회의 대표적인 인물 가운데 한사람으로 평가받고 있는 것이다.

## 성경과 신학자
박윤선의 제자 신복윤은 정암을 가리켜 성경의 사람이라고 부른다.
성경신학자 박윤선은 그의 책 <성경과 신학>에서 신학자의 정체성에 대하여 몇가지를 제시한다.
첫번째 신학자는 성경을 해석하는자라고 한다. 신학자는 다른 것이 아닌 바로 성경의 원리에 의하여 성경을 해석할 것을 말한다. 신학은 성경을 교리적으로 사색하는 학문이다. 물론 이것은 특수한 학문이라고 할 수 있는 신앙적 학문이다. 따라서 신학의 근거와 규준(規準)은 성경뿐이다. 그럼에도 불구하고 신학자들 중에는 신학을 말함에 있어서 인간의 철학에 근거하는 이들이 있다. 위기신학(Crisis Theology)이 그러했고, 신 해석학(New Hermeneutics)이 그러했다. 성경은 성경의 원리에 의하여 해석되어야 한다는 것은 교리적인 사색에서도 지켜져야 한다고 한다.
두번째 신학자는 성경 계시에 순응하는 자이다. 신학자들은 성경의 교훈대로 순 타율주의(純他律主義)에서 말해야 된다고 한다. 신학자에게도 '내가 말한다'는 위치가 전혀 부여되어 있지 않다고 한다. 그는 다만 '여호와께서 말씀하시기를'이라고 하면서 하나님의 말씀을 수종들어야 할 위치에 있을 뿐이다고 한다. 그러므로 하나님을 따라서 하나님의 사고를 사색하는 계시의존사색(啓示依存思索)만이 그의 지켜나아갈 궤도라고 한다.
세번째 신학자는 자신의 학문성을 나타내지 않고 겸손하게 섬기는 자이다. 신학자는 단순한 연구자가 아니고 그는 하나님의 청지기이라고 한다. 따라서 그의 직무 수행에 있어서 그 스타일조차도 섬김의 성격을 나타내야 한다. 그런데, 자칫 잘못하면 신학자들이 학자로서의 교만(academic pride)을 풍기게 되기 쉽다. 신학도 일면 학문이니만큼 그 표현에 있어서 학문상 전문술어를 사용하지 않을 수 없다. 그렇지만 그 논술의 스타일에 있어서도 무
언 중 자아 주장을 풍겨서는 안된다고 한다.
네번째 신학자는 경건한 학문 운동에 참여자이다. 신학운동은 학문운동이 아니고 하나님을 높이는 운동으로 본다. 이 일은 사람의 힘으로 할 수 없고 오직 하나님의 능력으로만 할 수 있다. 그러므로 이 운동은 동시에 기도운동이어야 한다. 기도 없는 연구작업은 마침내 인본주의로 떨어지게 된다. 참된 기도로 뒷받침하는 신학 연구는 동시에 경건(敬虔)의 능력을 소유한다고 한다.

## 교회관

### 교권주의
정암박윤선 박사 설교--교회의 성립과 성직 엡 4: 11-12
"교권주의가 무엇인가?"
"자기가 주장하겠다 하는 그 주장을 세워가지고서 마음대로 교회를 자기 뜻대로 잘못인도하고
또 그것을 막는 사람들이 나올 때에 파가 되어가지고서 서로 싸움이 되요 그렇게되면 옳은 것을 세워 나갈 수가 없는겁니다.
상대방에서 옳은 것을 주장하면 이 착(쪽)에서는 양심으로 옳은 줄 알면서도 세워주질 않습니다.  그 파가 이길까보서...
그러니까 교권주의가 성하게 되면 그런 교회는 의를 이루어 나갈수가 없고 주님의 일을 도무지 할 수 없는 겁니다.
권리를 잡을려고 정치수를 찾고 쓰고 있으면 딴전을 부리니까
하나님 말씀대로 주의 일을 하는데 있어서는 마비상태에 빠집니다.
성직자는 교회를 섬기는 입장으로 있는 것이지
이 교회를 자기의 직장으로 삼는다던지
혹은 자기 출세의 어떤 기초지로 삼는다던지 할 것 같으면은
그러한 일꾼들이 있는 동안에는
하나님의 교회는 적지가 되는거요"

## 정암 박윤선 연구방법
- 역사신학적 연구방법-주로 교회사가들에 의한 가장 기본적인 연구방법이다. 서영일박사가 웨스트민스터 신학교에서 정암 박윤선에 대하여 박사학위를 받았다.
- 주석적 연구방법- 주석에 나타난 방법론에 대한 연구이다.
- 신학적 연구방법- 교의학이나 현대신학에 나타난 조직신학적 주제들에 대한 연구이다.
- 성경신학적 연구방법- 신구약의 구속 계시의 점진성을 그의 주석에 나타난에 내용에 따라서 연구하는 방법이다.
- 내러티브 연구방법- 현일 박사(피어선신학전문대학원 Ph.D.)는 박윤선의 신학을 내러티브 탐구로 시도하였다. 박윤선의 삶의 정황을 보다 총제적으로 이해하는 방식으로 이야기 속에서 이해하려는 방법이다.

## 평가
- 성경전체에 대한 주석을 통한 공로가 있다.
- 성경해석시 본문의 역사적 배경에 아쉬움을 가진다고 한다. 예를 들면 고린도 전서주석의 해석과 관련해서 이런 제한성이 나타난다고 평가한다.

## 같이 보기
- 합동신학대학원대학교
- 고려신학대학원
- 총신대학교 신학대학원
- 한상동
- 박형룡
- 김치선
- 한국의 신학자 목록
- 개혁신학자
- 이승구
- 안명준
- 김명혁
- 전칠홍
- 노윤석

## 참고 문헌
- 이승구, "정암 박윤선 박사의 생애와 신학", <한국교회를 빛낸 칼빈주의자들>, 안명준외 (서울: 킹덤북스, 2020).
- 이승구, 박윤선 목사의 생애와 사상[10]
- 이상규, 개혁주의 신학을 석명한 신학자, 박윤선,[11]
- 박용규, 정암 탄생 100주년 기념강좌 2 “한국교회와 정암 박윤선 박사의 역사적 의미”,[12]
- 이신열-박윤선의 개혁주의적 종말론[13]